# That’s the Stuff (альбом)
That’s the Stuff — второй студийный альбом американской хард-рок-группы Autograph, вышедший в 1985 году .

## История
That’s the Stuff был выпущен в октябре 1985 года. Другая версия альбома вышла позже — в 1986 году, с голубой обложкой и немного другим оформлением. Во второй версии альбома трек «Six String Fever» заменили на трек «We’re an American Band». Также в 1986 году группа выпустила два сингла с альбома — «That’s the Stuff» и «Blondes in Black Cars».

## Ремастеринг и переиздание
Ремастеринг оригинального альбома был сделан на Spitfire Records в 2002 году. Был сохранён тот же трек-лист, что и на оригинале, без замены «Six String Fever». Сейчас ремастеринг-версию альбома весьма трудно найти.
В 2009 году That’s the Stuff был переиздан на британском лейбле Rock Candy. Был сохранён оригинальный трек-лист, а песня «We’re an American Band» была добавлена бонус-треком.

## Список композиций
| №   | Название                                               | Длительность |
| --- | ------------------------------------------------------ | ------------ |
| 1.  | «That’s the Stuff»                                     | 4:24         |
| 2.  | «Take No Prisoners» (from The River Rat soundtrack LP) | 3:56         |
| 3.  | «Blondes in Black Cars»                                | 4:16         |
| 4.  | «You’ll Get Over It»                                   | 3:27         |
| 5.  | «Crazy World»                                          | 4:38         |
| 6.  | «Six String Fever»                                     | 4:34         |
| 7.  | «Changing Hands»                                       | 4:49         |
| 8.  | «Hammerhead»                                           | 1:37         |
| 9.  | «Built for Speed»                                      | 3:37         |
| 10. | «Paint This Town»                                      | 4:51         |

## Участники записи
- Стив Планкетт — вокал, ритм-гитара
- Стив Линч — гитара
- Рэнди Рэнд — бас-гитара, бэк-вокал
- Стивен Ишам — клавишные, бэк-вокал
- Кени Ричардс — ударные